# Morfontaine
Morfontaine est une commune française située dans le département de Meurthe-et-Moselle, en région Grand Est.

## Géographie

### Communes limitrophes
Les communes limitrophes sont Bréhain-la-Ville, Fillières, Laix, Ville-au-Montois et Villers-la-Montagne.
|      | Villers-la-Montagne |                  |
| Laix | Morfontaine         | Bréhain-la-Ville |
|      | Ville-au-Montois    | Fillières        |

### Hydrographie

#### Réseau hydrographique
La commune est dans le bassin versant de la Meuse au sein du bassin Rhin-Meuse. Elle est drainée par le ruisseau de Nanheul,.

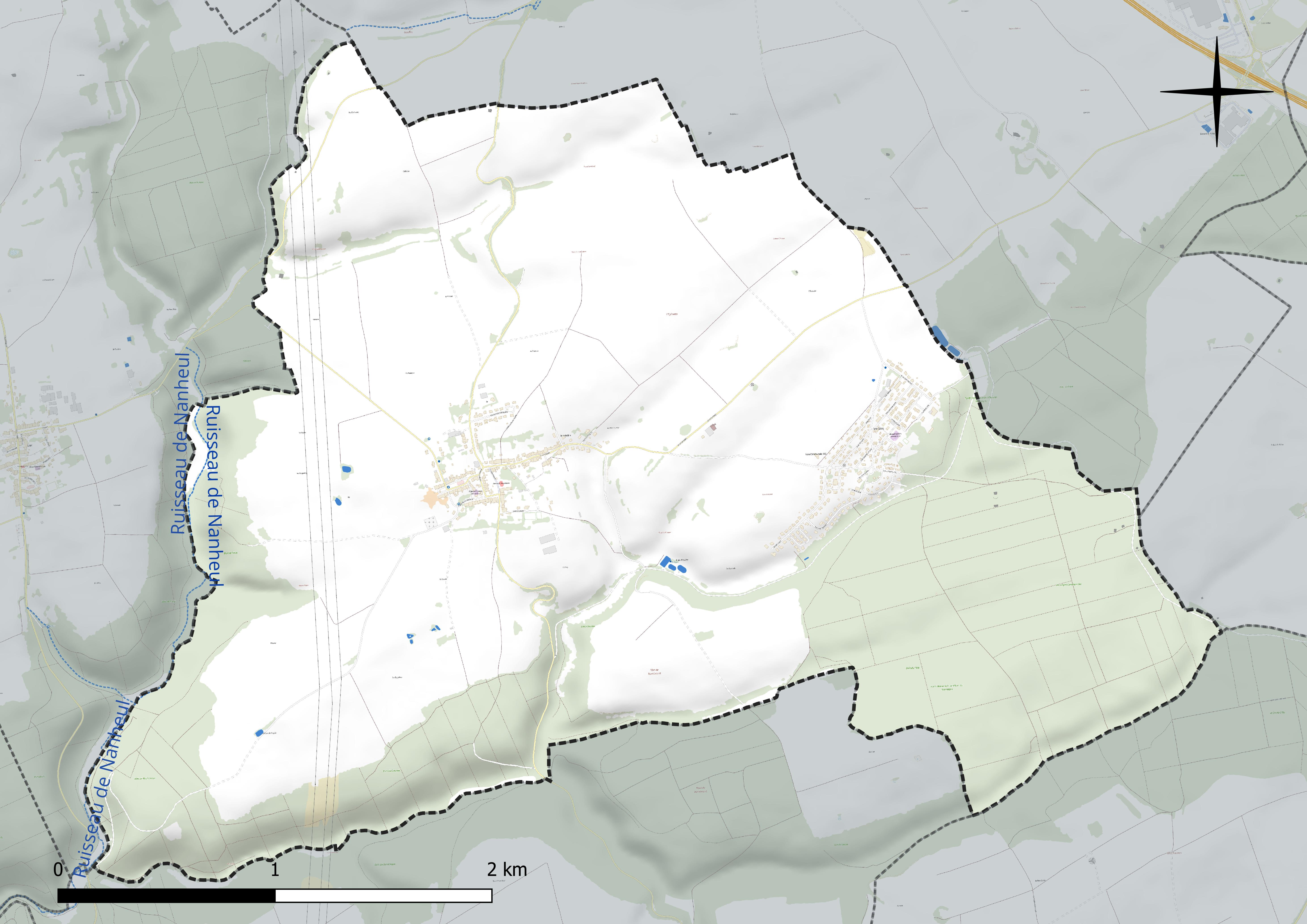
Réseau hydrographique de Morfontaine.

#### Gestion et qualité des eaux
Le territoire communal est couvert par le schéma d'aménagement et de gestion des eaux (SAGE) « Bassin ferrifère ». Ce document de planification concerne le périmètre des anciennes galeries des mines de fer, des aquifères et des bassins versants hydrographiques associés qui s’étend sur 2 418 km2. Les bassins versants concernés sont celui de la Chiers en amont de la confluence avec l'Othain, et ses affluents (la Crusnes, la Pienne, l'Othain), celui de l'Orne et ses affluents et celui de la Fensch, le Veymerange, la Kiesel et les parties françaises du bassin versant de l'Alzette et de ses affluents (Kaylbach, ruisseau de Volmerange). Il a été approuvé le 27 mars 2015. La structure porteuse de l'élaboration et de la mise en œuvre est la région Grand Est.
La qualité des cours d’eau peut être consultée sur un site dédié géré par les agences de l’eau et l’Agence française pour la biodiversité.

### Climat
Pour des articles plus généraux, voir Climat du Grand Est et Climat de Meurthe-et-Moselle.
En 2010, le climat de la commune est de type climat de montagne, selon une étude du Centre national de la recherche scientifique s'appuyant sur une série de données couvrant la période 1971-2000. En 2020, Météo-France publie une typologie des climats de la France métropolitaine dans laquelle la commune est exposée à un climat semi-continental et est dans la région climatique Lorraine, plateau de Langres, Morvan, caractérisée par un hiver rude (1,5 °C), des vents modérés et des brouillards fréquents en automne et hiver.
Pour la période 1971-2000, la température annuelle moyenne est de 9 °C, avec une amplitude thermique annuelle de 16,4 °C. Le cumul annuel moyen de précipitations est de 859 mm, avec 13 jours de précipitations en janvier et 9,4 jours en juillet. Pour la période 1991-2020, la température moyenne annuelle observée sur la station météorologique de Météo-France la plus proche, « Villette », sur la commune de Villette à 19 km à vol d'oiseau, est de 10,1 °C et le cumul annuel moyen de précipitations est de 909,4 mm. 
La température maximale relevée sur cette station est de 39 °C, atteinte le 25 juillet 2019 ; la température minimale est de −14,8 °C, atteinte le 20 décembre 2009,,.
Les paramètres climatiques de la commune ont été estimés pour le milieu du siècle (2041-2070) selon différents scénarios d'émission de gaz à effet de serre à partir des nouvelles projections climatiques de référence DRIAS-2020. Ils sont consultables sur un site dédié publié par Météo-France en novembre 2022.

## Urbanisme

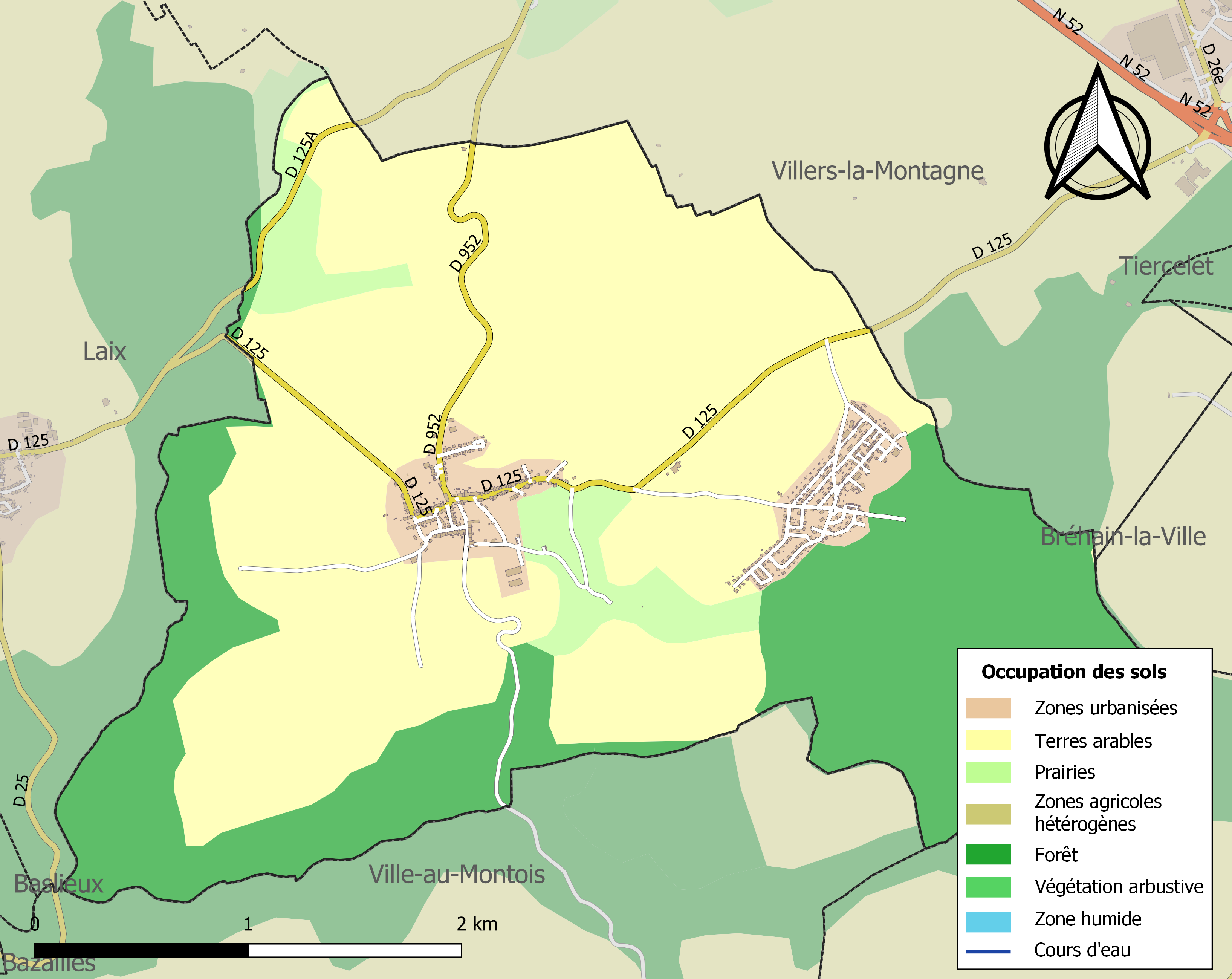
Carte des infrastructures et de l'occupation des sols de la commune en 2018 (CLC).

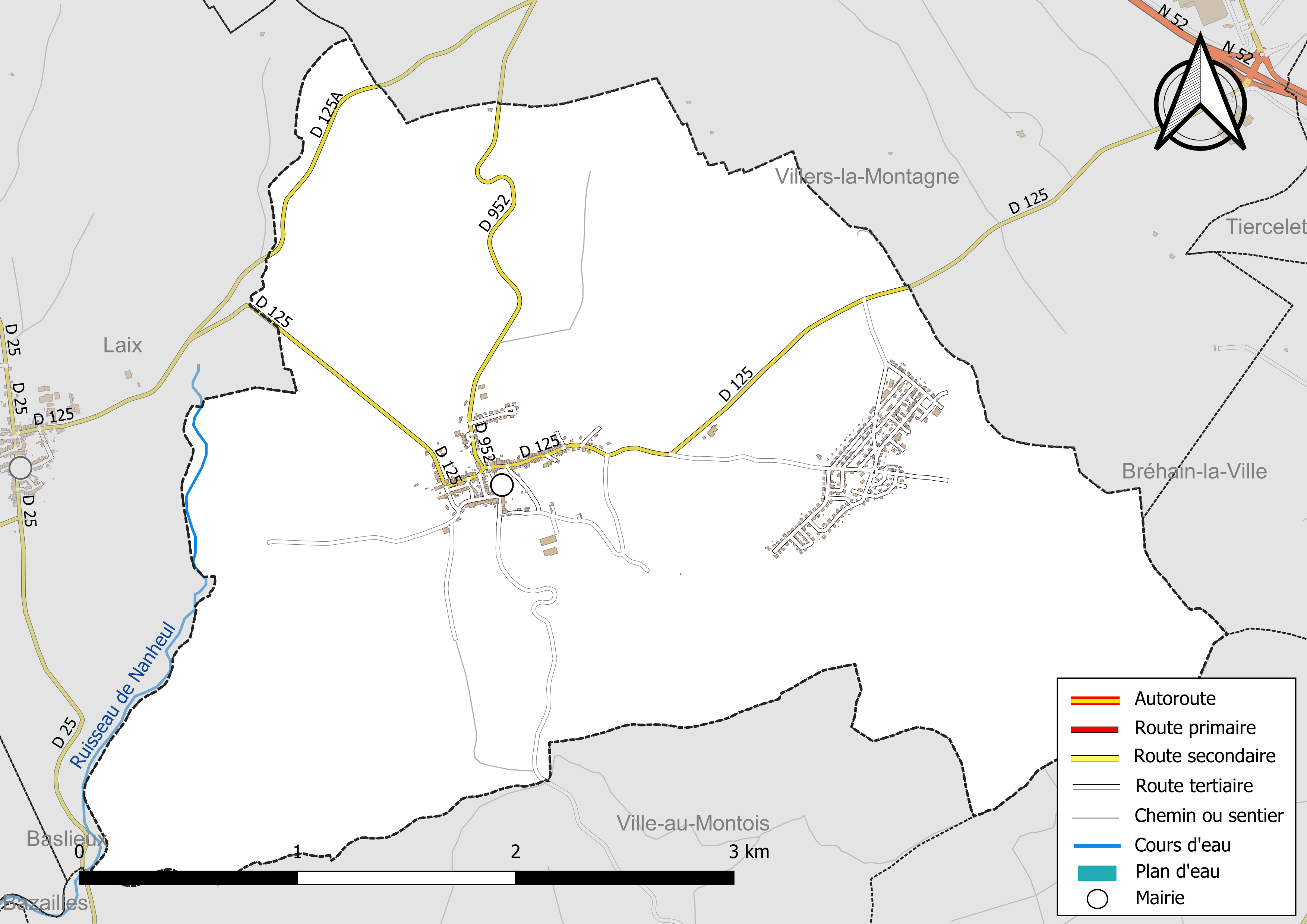
Carte hydrographique et des infrastructures de trabsport de la commune en 2022.

### Typologie
Au 1er janvier 2024, Morfontaine est catégorisée bourg rural, selon la nouvelle grille communale de densité à sept niveaux définie par l'Insee en 2022.
Elle est située hors unité urbaine et hors attraction des villes,.

### Occupation des sols
L'occupation des sols de la commune, telle qu'elle ressort de la base de données européenne d’occupation biophysique des sols Corine Land Cover (CLC), est marquée par l'importance des territoires agricoles (61,5 % en 2018), en diminution par rapport à 1990 (65 %). La répartition détaillée en 2018 est la suivante : 
terres arables (55,9 %), forêts (32,8 %), zones urbanisées (5,7 %), prairies (5,6 %). L'évolution de l’occupation des sols de la commune et de ses infrastructures peut être observée sur les différentes représentations cartographiques du territoire : la carte de Cassini (XVIIIe siècle), la carte d'état-major (1820-1866) et les cartes ou photos aériennes de l'IGN pour la période actuelle (1950 à aujourd'hui).

### Habitat et logement
En 2020, le nombre total de logements dans la commune était de 451, alors qu'il était de 428 en 2015 et de 426 en 2010.
Parmi ces logements, 93,5 % étaient des résidences principales, 0 % des résidences secondaires et 6,5 % des logements vacants. Ces logements étaient pour 89,4 % d'entre eux des maisons individuelles et pour 10,6 % des appartements.
Le tableau ci-dessous présente la typologie des logements à Morfontaine en 2020 en comparaison avec celle de Meurthe-et-Moselle et de la France entière. Une caractéristique marquante du parc de logements est ainsi l'absence de résidences secondaires et logements occasionnels à comparer avec la proportion départementale  (2,1 %) et nationale (9,7 %). Concernant le statut d'occupation de ces logements, 81,2 % des habitants de la commune sont propriétaires de leur logement (80,3 % en 2015), contre 57,3 % pour la Meurthe-et-Moselle et 57,5 pour la France entière.
| Typologie                                               | Morfontaine | Meurthe-et-Moselle | France entière |
| ------------------------------------------------------- | ----------- | ------------------ | -------------- |
| Résidences principales (en %)                           | 93,5        | 88,6               | 82,1           |
| Résidences secondaires et logements occasionnels (en %) | 0           | 2,1                | 9,7            |
| Logements vacants (en %)                                | 6,5         | 9,3                | 8,2            |

## Toponymie
Le nom de la localité est attesté sous les formes Morfontennes (1358) ; Morfontaines (1368).

## Histoire

### Ancien Régime
Morfontaine est un village de l'ancienne province du Barrois.

## Politique et administration

### Rattachements administratifs
La commune se trouve dans l'arrondissement de Briey du département de Meurthe-et-Moselle.
Elle faisait partie de 1801 à 1973  du canton de Longwy, année où elle intègre le canton de Villerupt. Dans le cadre du redécoupage cantonal de 2014 en France, cette circonscription administrative territoriale a disparu, et le canton n'est plus qu'une circonscription électorale.

### Rattachements électoraux
Pour les élections départementales, la commune fait partie depuis 2014 d'un nouveau canton de Villerupt porté à 14 communes.
Pour l'élection des députés, elle fait partie de la troisième circonscription de Meurthe-et-Moselle.

### Intercommunalité
La commune est membre de la communauté d'agglomération dénommée depuis 2021 Grand Longwy Agglomération, un établissement public de coopération intercommunale (EPCI) à fiscalité propre créé en 2017 sous le nom de communauté d'agglomération de Longwy par transformation de la  communauté de communes de l'Agglomération de Longwy  et auquel la commune  a adhéré en 1998 en lui transférant un certain nombre de ses compétences, dans les conditions déterminées par le code général des collectivités territoriales.
Cette communauté de commune avait elle-même été créée en 2002 par transformation d'un district constitué en 1960 et qui avait progressivement intégré d'autres communes.
La commune est également membre de l'Agglomération transfrontalière du pôle européen de développement.

### Liste des maires
| Période                                  | Période                   | Identité               | Étiquette | Qualité                                        |
| ---------------------------------------- | ------------------------- | ---------------------- | --------- | ---------------------------------------------- |
| Les données manquantes sont à compléter. |                           |                        |           |                                                |
|                                          |                           |                        |           |                                                |
| mars 1989                                | mars 2001                 | Michel Guino           | PCF       |                                                |
| mars 2001                                | juin 2012                 | Jean-Pierre Franconnet |           | Démissionnaire                                 |
| juillet 2012                             | En cours (au 6 juin 2023) | José Pluvinet          |           | Ancien employé Réélu pour le mandat 2020-2026, |

### Jumelages
- Saint-Pierre-d'Aurillac, département de la Gironde (France) depuis 1972.

## Population et société

### Démographie
L'évolution du nombre d'habitants est connue à travers les recensements de la population effectués dans la commune depuis 1793. Pour les communes de moins de 10 000 habitants, une enquête de recensement portant sur toute la population est réalisée tous les cinq ans, les populations de référence des années intermédiaires étant quant à elles estimées par interpolation ou extrapolation. Pour la commune, le premier recensement exhaustif entrant dans le cadre du nouveau dispositif a été réalisé en 2007.

En 2022, la commune comptait 1 076 habitants, en évolution de −1,74 % par rapport à 2016 (Meurthe-et-Moselle : −0,13 %, France hors Mayotte : +2,11 %).
| 1793 | 1800 | 1806 | 1821 | 1836 | 1841 | 1861 | 1866 | 1872 |
| ---- | ---- | ---- | ---- | ---- | ---- | ---- | ---- | ---- |
| 382  | 397  | 427  | 482  | 539  | 520  | 535  | 503  | 472  |

| 1876 | 1881 | 1886 | 1891 | 1896 | 1901 | 1906 | 1911 | 1921 |
| ---- | ---- | ---- | ---- | ---- | ---- | ---- | ---- | ---- |
| 472  | 460  | 439  | 435  | 406  | 375  | 384  | 344  | 296  |

| 1926 | 1931 | 1936 | 1946 | 1954  | 1962  | 1968 | 1975 | 1982 |
| ---- | ---- | ---- | ---- | ----- | ----- | ---- | ---- | ---- |
| 272  | 291  | 576  | 262  | 1 182 | 1 215 | 967  | 785  | 915  |

| 1990 | 1999 | 2006  | 2007  | 2012  | 2017  | 2022  | - | - |
| ---- | ---- | ----- | ----- | ----- | ----- | ----- | - | - |
| 827  | 909  | 1 095 | 1 122 | 1 111 | 1 092 | 1 076 | - | - |

## Culture locale et patrimoine

### Lieux et monuments
- Église paroissiale Notre-Dame-de-l'Assomption, construite en 1746, dans un grand état de vétusté au milieu du XIXe siècle ; en 1850, il est décidé de la restaurer et de l'agrandir, en élargissant la nef et en la prolongeant jusqu'à l'alignement extérieur de la tour, et en perçant la porte d'entrée dans l'axe de la nef ; travaux terminés en septembre 1851 ; le dernier niveau de la tour, incendié en août 1914, est reconstruit après la guerre de 1914-1918.
- Croix de chemin du XVIIe siècle classée au titre des monuments historiques depuis 1930[25].

### Héraldique
| Blason de Morfontaine | Blason  | Parti : au premier fascé d'argent et d'azur de huit pièces à la croix patriarcale de gueules brochant sur le tout, au second fascé d'azur et d'argent de huit pièces à la bordure de gueules chargée de six besants aussi d'argent et brochant sur le tout. |
| Blason de Morfontaine | Détails | Le parti fascé d'argent et d'azur représente les mares d'eau stagnante caractéristiques de la commune. La croix de Lorraine symbolise le village, car on retrouve cet emblème sur les bornes frontières du bois de Bourdon. Quant à la bordure, elle représente la clôture de l'ancien camp militaire à l'emplacement duquel s'élèvent les cités de Morfontaine. Les besants symbolisent les 6 tourelles de la ligne Maginot. Adopté en mars 1978. |

## Pour approfondir